# Palazzo di Giustizia (Bruxelles)

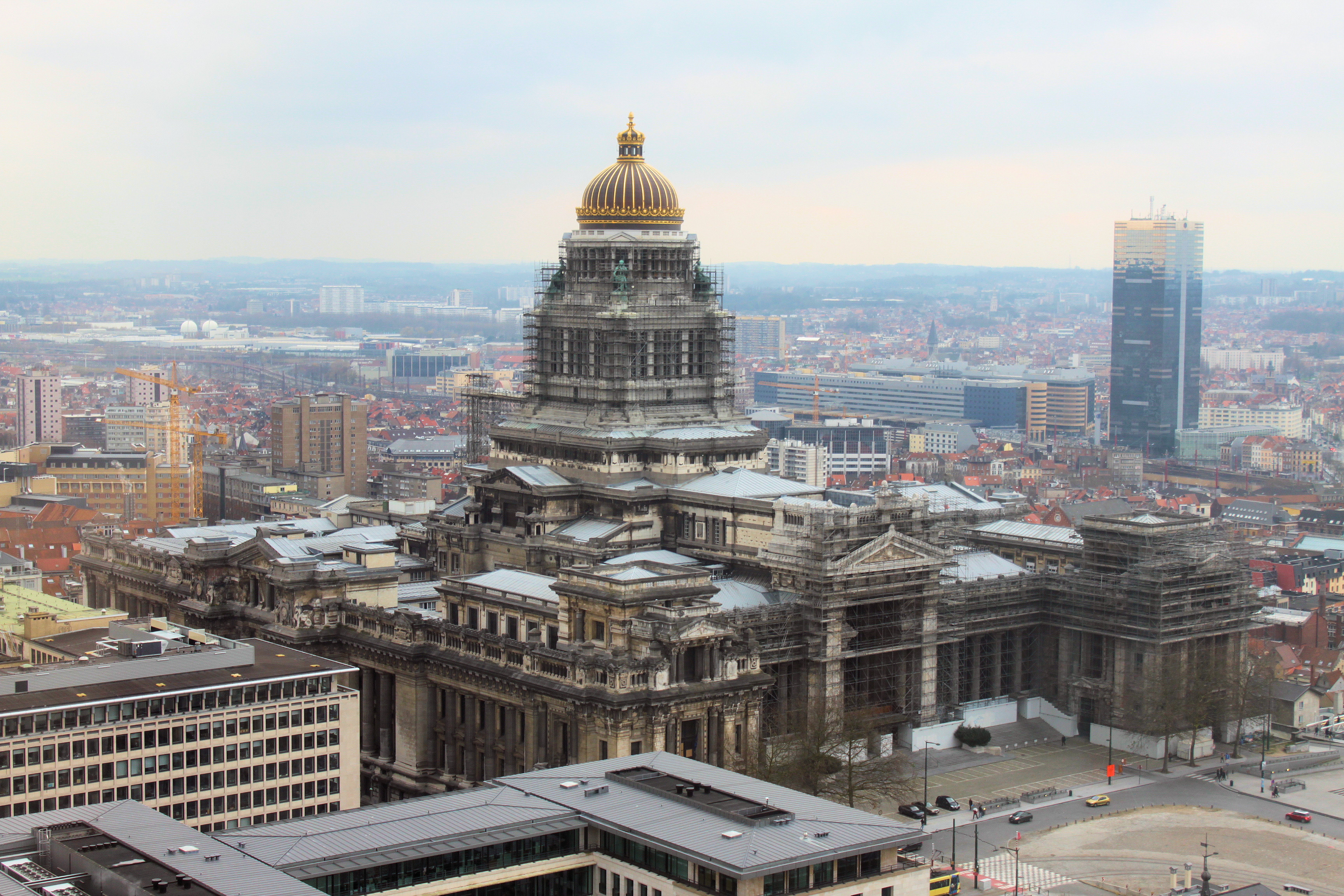
Palazzo di Giustizia di Bruxelles

Il Palazzo di Giustizia (in francese Palais de Justice, in olandese Justitiepaleis) di Bruxelles è un grande edificio in stile eclettico costruito tra 1866 e 1883. Fu progettato da Joseph Poelaert ed è situato nell'omonima piazza. Si tratta del più grande edificio del genere al mondo e del maggiore edificio costruito nel XIX secolo. Per la sua mole imponente che domina sul profilo della città, è stato considerato da alcuni critici un ecomostro ante litteram.
Con una superficie di 26.006 m², l'edificio è considerato il più grande costruito nel XIX secolo e rimane uno dei più grandi del suo genere. Il costo totale della costruzione, del terreno e degli arredi si aggirava intorno ai 50 milioni di franchi belgi. L'edificio ha subito pesanti danni durante la seconda guerra mondiale, quando la cupola è stata distrutta e successivamente ricostruita più alta dell'originale. L'intera struttura è in fase di ristrutturazione dal 1984.
Il Palazzo di Giustizia si trova in Place Poelaert/Poelaertplein, nel quartiere di Marolles/Marollen (parte meridionale del centro di Bruxelles). Notevole punto di riferimento di Bruxelles, il sito è servito dalla stazione della metropolitana Louise/Louiza (sulle linee 2 e 6 della metropolitana di Bruxelles), nonché dall'omonima fermata del tram (sulle linee 8 e 92). Dalla parte bassa della città, è anche possibile prendere gli ascensori pubblici, chiamati Poelaert Elevators, per accedervi.

## Storia
La prima pietra fu posata il 31 ottobre 1866. Il budget iniziale per la sua costruzione era di 4 milioni di franchi belgi, ma alla fine sono stati spesi 50 milioni, pari al valore di un intero anno di lavori pubblici nel regno. La vastità dell'opera e la libertà concessa all'architetto di superare quasi tutte le regole originariamente imposte rimangono un grande mistero. Si dice che un intero quartiere abbia seguito la costruzione alla fine del XIX secolo.
Alla fine della Seconda Guerra Mondiale, alla vigilia della liberazione di Bruxelles, i tedeschi si ritirarono dalla città ma non prima di aver dato fuoco al palazzo per distruggerlo. Di conseguenza, la cupola è crollata e una parte dell'edificio è stata gravemente danneggiata. Nel 1947 la maggior parte dell'edificio fu riparata e la cupola fu costruita due metri più in alto di quella originale.

## Caratteristiche
In uno stile che fonde il neoclassicismo con il neobarocco ottocentesco, l'edificio è alto 104 metri e la sua cupola pesa 24.000 tonnellate. Il palazzo di giustizia dispone anche di 8 cortili e di una superficie di 6000 m², oltre a 27 aule di giustizia grandi, 245 aule di giustizia piccole e altre aule.

## Influenza
L'edificio e l'immensità del luogo hanno ispirato artisti come François Schuiten, che ne ha ritratto l'immagine in innumerevoli occasioni. Inoltre, i simboli che il palazzo ha sui suoi pilastri sono stati oggetto di numerosi studi, senza che se ne sappia molto, dato che i documenti antichi li citano appena.
Adolf Hitler era estremamente appassionato di architettura e, insieme ad Albert Speer, utilizzò la costruzione del palazzo come base per gli edifici monumentali dell'era nazista.
Il Palazzo di Giustizia di Lima, in Perù, si ispira al Palazzo di Giustizia di Bruxelles, anche se manca la cupola ed è molto più piccolo.